# Bloqueo de Wikipedia en la República Popular China

Bandera de la República Popular China

El bloqueo de Wikipedia en la República Popular China consiste en una serie de bloqueos de accesos impuestos por la República Popular China y los proveedores de servicios de Internet (ISP, por sus siglas en inglés) locales contra Wikipedia y otros sitios web de la fundación Wikimedia. La República Popular China y sus respectivos proveedores de servicios de Internet han adoptado una práctica de censura hacia sitios web de contenidos controvertidos para el gobierno chino. Los territorios de Hong Kong y Macao no están afectados por este tipo de censura.[cita requerida]
La versión en chino está bloqueada desde 2015 por el Ministerio de Seguridad Pública, responsable del llamado Gran Cortafuegos. A partir de abril de 2019, todas las versiones de Wikipedia están bloqueadas en China continental.

## Primer bloqueo

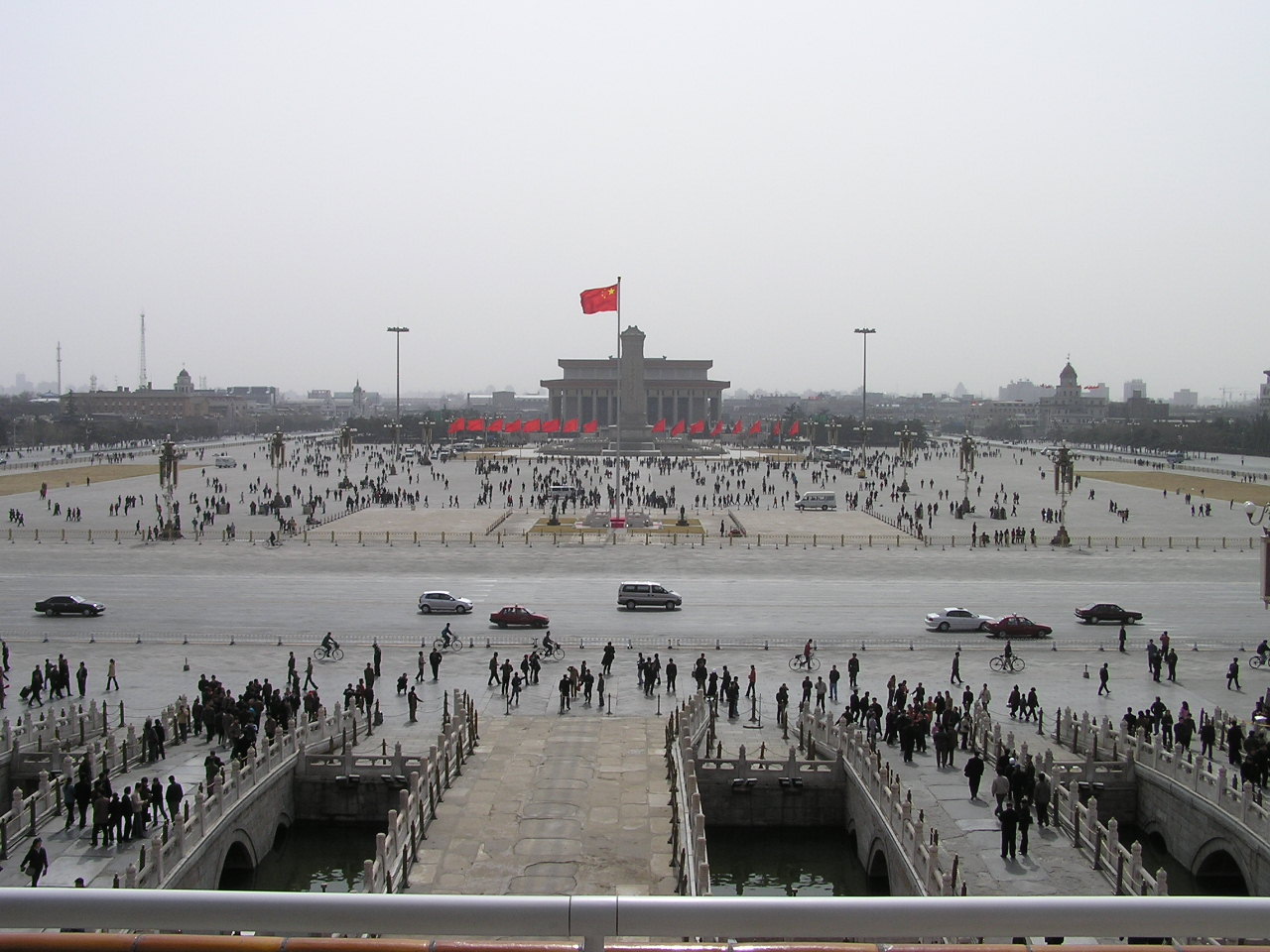
Plaza de Tian'anmen

El primer bloqueo duró entre 2 de junio y 21 de junio de 2004. Empezó cuando se bloquearon los accesos a Wikipedia en chino desde Pekín en el 15º aniversario de las Protestas de la Plaza de Tian'anmen de 1989.
Posiblemente, a raíz de esto, el 31 de mayo se publicó un artículo en IDG News Service, discutiendo la forma en que Wikipedia en chino trataba los incidentes de 1989. Wikipedia en chino contiene numerosos artículos sobre otros muchos temas controversiales en China, tales como el independentismo taiwanés, en el que contribuyen usuarios de Taiwán y otros lugares, el grupo Falun Gong, etc. Días después del bloqueo a la versión en chino de Wikipedia, todos los sitios de Wikimedia fueron bloqueados en la China continental.
En respuesta a los bloqueos, dos operadores de sistemas (sysops) de la Wikipedia en chino, Shizhao y Mountain, contactaron con sus respectivos ISPs y confirmaron que los sitios de Wikimedia habían sido bloqueados. El ISP de Shizhao, la China Science & Technology Net, expresó su voluntad de apelar para que se levantara el bloqueo. Shizhao y Mountain esbozaron un borrador de apelación, que fue enviado el 15 de junio. Dicha apelación establecía que Wikipedia es una enciclopedia que no tiene ningún fin político, que se esfuerza por ser neutral y que provee de información para que extranjeros puedan comprender mejor a China y a su cultura. La apelación también comparó la cobertura de Wikipedia en chino sobre asuntos polémicos con la cobertura hecha en enciclopedias existentes en China, y sugirió que el bloqueo de Wikipedia evitaría que los sysops quitaran contenidos indeseables. Todos los sitios de Wikimedia fueron desbloqueados entre el 17 de junio y el 21 de junio de 2004.
No hubo explicaciones sobre el bloqueo, ni antes ni después de que ocurriera el mismo. Esto tuvo un efecto sobre la vitalidad de la versión en lengua china de Wikipedia, que sufrió una importante baja en varios indicadores, tales como número de usuarios nuevos, número de artículos nuevos, y número de ediciones. En algunos casos, fueron necesarios entre seis y doce meses para recuperar las cifras estadísticas de mayo de 2004.

## Segundo bloqueo
La segunda y menos grave interrupción fue entre el 23 de septiembre y el 27 de septiembre de 2004. Durante este período de cuatro días, el acceso a Wikipedia fue errático o directamente imposible para algunos usuarios en la China continental — este bloqueo no fue exhaustivo y algunos usuarios en China no lo llegaron a experimentar. No se sabe el motivo exacto del mismo, pero pudo estar relacionado con el cierre de YTHT BBS, un BBS muy popular de la Universidad de Pekín que fue dado de baja por albergar debates políticos radicales. Los refugiados de la BBS arribaron en masa a la Wikipedia. Los wikipedistas chinos nuevamente prepararon una apelación a los ISPs, pero el bloqueo fue levantado antes de que se enviara la apelación, por lo que no fue necesaria.

## Tercer bloqueo

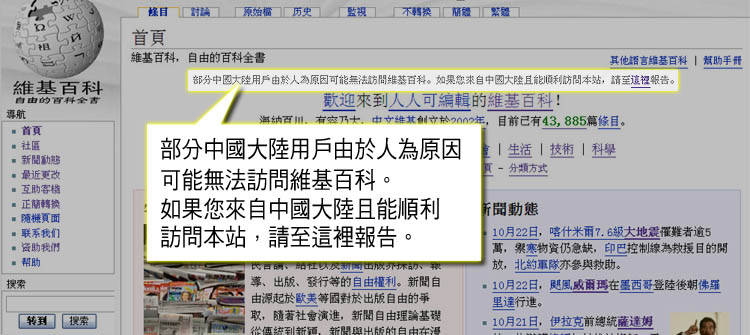
La Wikipedia china agregó un aviso de que fue bloqueada por el gobierno chino en el mensaje de bienvenida de la página de inicio cuando fue bloqueada, octubre de 2005.

El tercer bloqueo comenzó el 19 de octubre de 2005, y fue el más prolongado de todos. Mientras que en un principio se pensó que podía ser un bloqueo temporal, como los anteriores, el transcurso de los meses hizo pensar que las autoridades chinas no tenían intención de permitir el acceso a Wikipedia a corto plazo. La libertad de edición de artículos y la accesibilidad de esta a personas en todo el mundo hacen que la información de Wikipedia no pase por los canales de control a que están sometidos los medios impresos tradicionales en la República Popular China, y este carácter de Wikipedia pudo haber sido interpretado como contrario a las leyes sobre información del Estado. En cualquier caso, en la República Popular China no existió ningún reconocimiento oficial del bloqueo de los sitios de Wikimedia. Como en el caso de otros bloqueos significativos, como el de la página web británica BBC News, la inaccesibilidad de estas páginas fue confirmada por usuarios de Internet en China, pero no hubo nunca ninguna explicación oficial sobre estos bloqueos, y tampoco sobre el levantamiento de los mismos, que fue confirmado por usuarios de Internet en blogs y foros, antes de que los medios de comunicación confirmaran la noticia.
El 10 de octubre de 2006, el tercer bloqueo fue levantado, tal como confirmaron varios usuarios de las zonas bloqueadas que afirmaban poderse conectar a Wikipedia, según se anunció en diversos blogs y foros de Internet. Unos días después, los medios de comunicación comenzaron a hacerse eco de la noticia. El levantamiento del bloqueo del 10 de octubre no afectó a la versión en lengua china de Wikipedia, que continuó bloqueada por un mes más, hasta el 10 de noviembre.
Durante el bloqueo, los usuarios más activos consiguieron conectarse a Wikipedia en chino a través de servidores proxy que eluden los filtros puestos en marcha por los proveedores chinos de Internet. La falta de acceso directo, sin embargo, frenó la incorporación de nuevos usuarios a Wikipedia en chino, y aumentó de manera significativa la proporción de usuarios de otros territorios, como Taiwán y Hong Kong, en el proyecto. Esta tendencia se ha invertido desde el levantamiento del tercer bloqueo.

## Cuarto bloqueo
Apenas una semana después de que Wikipedia en chino estuviera de nuevo accesible en todo el país, el 17 de noviembre de 2006 todos los sitios de Wikimedia, incluidas todas las versiones de Wikipedia, volvían a estar bloqueados en la China continental. El hecho de que las autoridades de la República Popular China no confirmen ni desmientan en público estos bloqueos ni sus causas hacen imposible saber si el levantamiento del bloqueo y su posterior reanudación obedecieron a decisiones políticas o a cuestiones técnicas.
Este cierre definitivo se dio con la negativa de Jimmy Wales (fundador de Wikipedia) a censurar su contenido en China y perder la independencia informativa. Desde entonces está fuera del alcance de los usuarios situados en China.

## La Enciclopedia de China
Aunque Wikipedia posee desde hace tiempo su propia versión en mandarín, las autoridades chinas se han embarcado en la redacción de una versión en línea de su enciclopedia nacional, una colección cuyo nacimiento se prevé para 2018 y que aspira a convertirse en la competidora de la mayor plataforma colaborativa de conocimientos del mundo.
Para la creación de esta tercera edición de la Enciclopedia de China, como se llamará, Pekín ha contratado a más de 20.000 universitarios y académicos, que están trabajando para crear 300.000 artículos de unas 1000 palabras cada uno que cubrirán más de cien disciplinas. Se trata del mayor proyecto editorial emprendido por el país asiático hasta la fecha y que duplicará el tamaño de la Enciclopedia Británica.
Yang Muzhi, presidente de la Asociación de Distribución de Libros y Publicaciones Periódicas de China y editor jefe, confirmó que el proyecto comenzó a idearse en 2011. Según aseguró, las autoridades están actuando ahora tras sentir la presión internacional para producir una plataforma propia "que guíe al público y a la sociedad". Se puede acceder a dicha enciclopedia a través del portal Baidu (el equivalente a Google). El clon de Wikipedia es uno de los mayores del mundo detrás de la versión original en castellano o inglés.

## Bloqueo total de Wikipedia

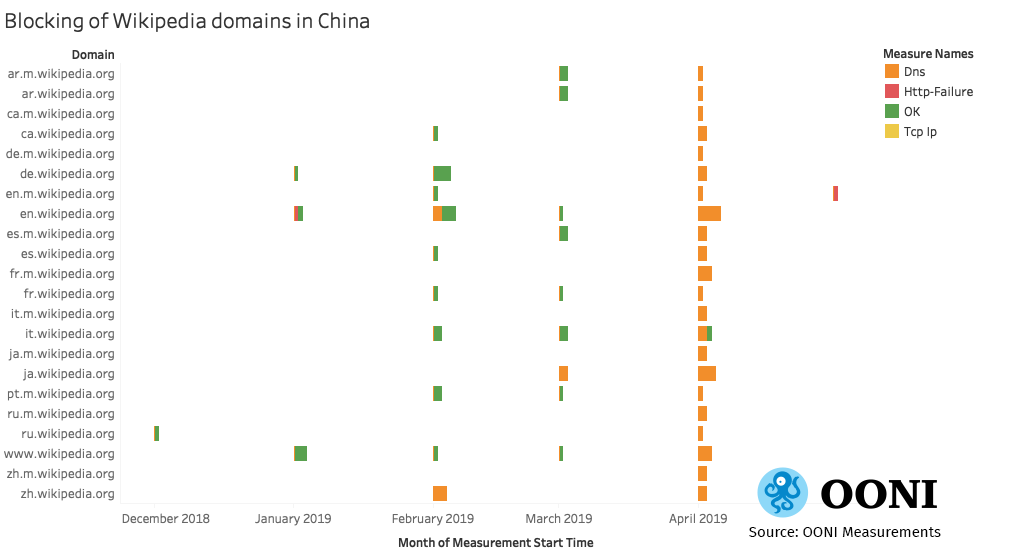
Bloqueo de dominios de Wikipedia en China desde diciembre de 2018 hasta abril de 2019

En mayo de 2019 el Observatorio Abierto de Interferencias en la Red (OONI) confirmó que el gobierno de la República Popular China bloqueó Wikipedia en todos sus idiomas a nivel nacional. Según el OONI esto se debe al creciente temor del gobierno chino en no tener bajo su control toda la información que entra y sale del país asiático. Según el diario español El País la decisión también puede deberse a que el 4 de junio de 2019 se cumplen 30 años del final de las protestas de la plaza de Tiananmén de 1989 a favor de la apertura política de China a un modelo democrático multipartidista.